# Neta Dobrin
Neta Dobrin (hebrejsky: נטע דוברין) je izraelská politička a bývalá poslankyně Knesetu za Stranu práce

## Biografie
Narodila se 27. října 1975 v Safedu. Vysokoškolské vzdělání bakalářského stupně v oboru sociologie a antropologie získala na Haifské univerzitě. Titul M.B.A. získala na izraelské pobočce University of Derby. Studovala pak právo na vysoké škole Ša'arej Mišpat. Sloužila v izraelské armádě, kde dosáhla hodnosti seržanta (Samal). Hovoří hebrejsky a anglicky.

## Politická dráha
V letech 1996–1997 byla na Haifské univerzitě členkou studentské samosprávy, v letech 1998–2003 předsedala v Haifě městskému výboru pro mládež. V letech 1998–2003 zároveň byla členkou městské samosprávy v Haifě.
V izraelském parlamentu zasedla po volbách do Knesetu v roce 2003, v nichž nastupovala za společnou kandidátní listinu Izraelská strana práce-Mejmad. Mandát získala až dodatečně v únoru 2006, jen pár měsíců před koncem volebního období, jako náhradnice za Ornu Angel, která rezignovala. Do činnosti Knesetu se výrazněji nezapojila.